# Kelantan FA
Kelantan Football Association (malajski Persatuan Bola Sepak Kelantan) – malezyjski klub piłkarski, grający w Malaysia Super League, mający siedzibę w mieście Kota Bharu.

## Historia
Klub został założony w 1946 roku. Klub wywalczył dwa tytuły mistrza Malezji w sezonach 2011 i 2012. Klub zdobył też dwa Puchary Malezji w latach 2012 i 2013 oraz trzy Piala Malaysia w latach 2010 i 2012.

## Sukcesy
- Malaysia Super League
  - mistrzostwo (2): 2011, 2012
  - wicemistrzostwo (1): 2010
- Premier League
  - mistrzostwo (1): 2000
- Piala Malaysia
  - zwycięstwo (2): 2010, 2012
  - finał (4): 1955, 1970, 2009, 2013
- Puchar Malezji
  - zwycięstwo (2): 2012, 2013
  - finał (3): 2009, 2011, 2015
- Piala Sumbangsih
  - zwycięstwo (1): 2011
  - finał (2): 2012, 2013

## Stadion
Domowe mecze klub rozgrywa na Stadion Sułtana Muhammada IV w Kota Bharu. Stadion może pomieścić 30 000 widzów.

## Azjatyckie puchary
Legenda do wszystkich tabel:
- Q – runda eliminacyjna, 1/16, 1/8, 1/4, 1/2 – odpowiednia faza rozgrywek, Grupa – runda grupowa, 1r gr – pierwsza runda grupowa, 2r gr – druga runda grupowa, F – finał, R – runda, PO – play-off
- k. – rzuty karne, los. – losowanie, Dogr. – dogrywka, w. – zasada bramek strzelonych na wyjeździe

| Sezon | Rozgrywki  | Runda | Klub                | Dom | Wyjazd | Ogólnie    |
| ----- | ---------- | ----- | ------------------- | --- | ------ | ---------- |
| 2012  | Puchar AFC | Gr. H | Navibank Sài Gòn    | 0-0 | 2-1    | 1. miejsce |
| 2012  | Puchar AFC | Gr. H | Ayeyawady United FC | 1-0 | 1-3    | 1. miejsce |
| 2012  | Puchar AFC | Gr. H | Arema Malang        | 3-0 | 3-1    | 1. miejsce |
| 2012  | Puchar AFC | 1/8   | Terengganu FA       | 3-2 |        |            |
| 2012  | Puchar AFC | 1/4   | Erbil SC            | 1-1 | 1-5    | 2-6        |
| 2013  | Puchar AFC | Gr. G | Maziya S&RC         | 1-1 | 1-6    | 1. miejsce |
| 2013  | Puchar AFC | Gr. G | Ayeyawady United FC | 3-1 | 3-1    | 1. miejsce |
| 2013  | Puchar AFC | Gr. G | SHB Đà Nẵng         | 5-0 | 1-0    | 1. miejsce |
| 2013  | Puchar AFC | 1/8   | Kitchee SC          | 0-2 |        |            |
| 2013  | Puchar AFC | Gr. G | Yangon United       | 2-3 | 3-5    | 4. miejsce |
| 2013  | Puchar AFC | Gr. G | South China AA      | 2-0 | 0-4    | 4. miejsce |
| 2013  | Puchar AFC | Gr. G | Vissai Ninh Bình FC | 2-3 | 0-4    | 4. miejsce |

## Skład na sezon 2018
| Nr | Poz. | Piłkarz                               |
| -- | ---- | ------------------------------------- |
| 1  | BR   | Shahrizan Ismail (captain)            |
| 4  | OB   | Saiful Sallahuddin Najeeh Saiful Adli |
| 6  | OB   | Farisham Ismail                       |
| 7  | NA   | Fakhrul Zaman                         |
| 8  | NA   | Shafiq Shaharudin                     |
| 9  | NA   | Cristiano Sergipano                   |
| 12 | OB   | Haziq Puad                            |
| 13 | OB   | Azwan Aripin                          |
| 15 | OB   | Khairul Asyraf                        |
| 17 | PO   | Bachtijar Dujszobekow                 |
| 18 | PO   | Amir Zikri                            |
| 20 | PO   | Haikal Nazri                          |
| 22 | BR   | Faridzuean Kamaruddin                 |

| Nr | Poz. | Piłkarz            |
| -- | ---- | ------------------ |
| 26 | PO   | Fadhilah Pauzi     |
| 27 | PO   | Khairul Rizam      |
| 32 | NA   | Nik Azli Nik Alias |
| 33 | PO   | Nik Akif Syahiran  |
| 34 | PO   | Danial Haqim       |
| 35 | BR   | Fikri Che Soh      |
| 36 | OB   | Syaiful Alias      |
| 37 | PO   | Danial Ashraf      |
| 38 | PO   | Imran Samso        |
| 39 | NA   | Afiq Saluddin      |
| 40 | OB   | Shahrul Nizam      |
| 41 | OB   | Wan Zaharulnizam   |